# Slag bij Naupaktos
De Slag bij Naupaktos was een zeeslag tijdens de Peloponnesische Oorlog. De slag, die plaatsvond een week na de Atheense overwinning bij de Slag bij Rhium, werd geleverd tussen een Atheense vloot onder leiding van Phormio en een Peloponnesische vloot geleid door Knemos.

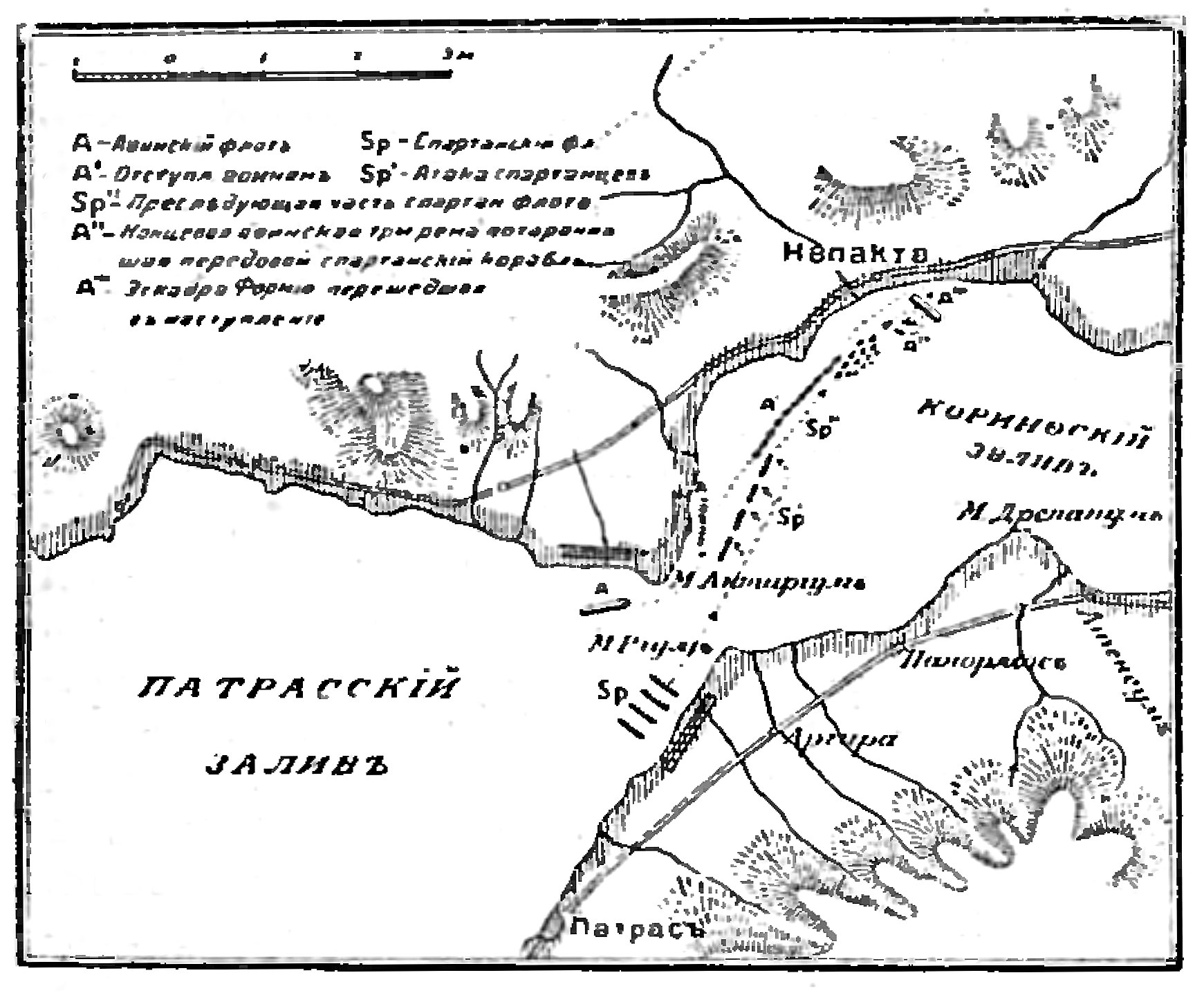
Slag bij Naupaktos

In de slag dreven de Peloponnesiërs de Atheners weg van hun aanlegplaatsen bij Antirrhium door de Golf van Korinthe in te varen, terwijl ze bewogen alsof ze de belangrijke Atheense basis bij Naupaktos zouden aanvallen. De Atheners werden gedwongen om hun bewegingen op de voet te volgen, daarom zeilden ze oostwaarts langs de noordelijke kust van de golf. Omdat ze plotseling aanvielen, konden de Peloponnesiërs negen Atheense schepen naar het land drijven, en ze volgden de andere schepen naar Naupaktos. De overwinning leek al in hun handen te zijn. Bij de ingang van de haven van Naupaktos draaide het laatste Atheense schip zich echter opeens om en cirkelde rond een handelsschip om het voorste schip van de achtervolgers te rammen en tot zinken te brengen. Door deze manoeuvre raakten de Peloponnesiërs in verwarring. De Atheners maakten gebruik van de situatie om de Peloponnesiërs aan te vallen, die wegvluchtten.
De Atheners heroverden acht van hun negen schepen en veroverden daarnaast zes Peloponnesische schepen. Dankzij deze onverwachte overwinning bleef de dominantie van de Atheners op zee en bij Naupaktos behouden. De komst van twintig nieuwe Atheense schepen kort na de slag verzekerde de Atheners van de overwinning en maakte een einde aan de pogingen van Sparta om een aanval te lanceren op het noordwesten van Griekenland.